# Serge II Achatar
Serge ou Sarkis II Achatar ou Aǰatar (« le transporteur de relique », en arménien Սարգիս Բ Աջատար) est coadjuteur de 1462 à 1470 puis Catholicos de l'Église apostolique arménienne de 1470 à 1474.

## Biographie
Serge, Sarguis ou Sarkis est un simple moine d’Etchmiadzin qui met à profit les querelles récurrentes entre le Catholicos Grégoire X Djélalbégian dit de Makou et son coadjuteur Aristakès II Athorakal pour dérober en 1461 la précieuse relique de la « dextre de saint Grégoire l’Illuminateur ». Il se rend immédiatement auprès de Jihan Shah, le puissant souverain Qara Qoyunlu, et réclame son intronisation comme Catholicos légitime en tant que possesseur de la sainte relique.
Le chef turcoman, qui est en même temps sollicité par son vassal, Zacharie III d’Aghtamar, auteur d'un coup de force contre Etchmiadzin, se garde d’intervenir dans cette querelle entre Arméniens, mais il décide d’attribuer le titre de Catholicos d’Etchmiadzin à Zacharie d’Aghtamar (1461).
Sarkis se rend alors auprès d’Hasan Ali, le fils de Jihan Shah qui contrôle l’Arménie pour le compte de son père, et il obtient que ce dernier l’impose comme coadjuteur à Zacharie d’Aghtamar. Peu après, à la suite des manœuvres de l'« ancien » Catholicos Grégoire X Djélalbégian et de son coadjuteur Aristakès II Athorakal, Zacharie doit se retirer à Aghtamar en emportant la relique tant convoitée.
Après la mort de Grégoire X Djélalbégian en 1466, Sarkis II réussit à s’imposer comme coadjuteur d'Aristakès II Athorakal et à lui succéder comme Catholicos quatre ans plus tard, en 1470. Il meurt après un catholicossat de quatre années.